# Groom (magazine)
Pour les articles homonymes, voir Groom.
Groom est un magazine trimestriel produit par les éditions Dupuis traitant divers sujets de l'actualité sous forme de bandes dessinées. Il est produit par les mêmes personnes que le Journal de Spirou et n'est paru que dans trois numéros en 2016 et 2017.

## Description
Le 7 janvier 2016, l'édition Dupuis publie le premier numéro du magazine Groom intitulé 2015 en BD pour comprendre 2016 qui traite des évènements de 2015 comme les attentats contre Charlie Hebdo, des tensions entre les pays, du scandale à la FIFA, des réfugiés et de la crise en Grèce.
En septembre de la même année, Groom sort de nouveau un numéro sur les réseaux sociaux et leur influence comme les addictions et les révolutions. 
En janvier 2017, le troisième et dernier numéro est publié au sujet du terrorisme, de Fukushima, du Brexit, de la guerre en Syrie.

## Histoire
Ce magazine s'adresse aux jeunes. Il parle de l'actualité mais avec des termes accessibles aux adolescents. Il traite des sujets que l'on peut voir à la télévision ou bien dans les journaux, il est au prix de 6,90 €.
Le rédacteur en chef se nomme Damien Pérez et les membres fondateurs sont Zidrou et Lupano (scénaristes) et Janry (dessinateur) et bien d'autres.
La publication est abandonnée en 2017 après la sortie du troisième numéro.